# Halloween-Gambit
Das Halloween-Gambit oder Müller-Schulze-Gambit ist eine Eröffnungsvariante im Schach, die sich aus dem Vierspringerspiel ergibt. Der ECO-Code ist C 47.
Sie entsteht nach den Zügen 1. e2–e4 e7–e5 2. Sg1–f3 Sb8–c6 3. Sb1–c3 Sg8–f6 4. Sf3xe5.
Weiß opfert einen Springer gegen einen Bauern. Nach 4. … Sc6xe5 5. d2–d4 hat er ein starkes Bauernzentrum und wird in der Folge durch Angriffe auf die schwarzen Springer weitere Tempogewinne erzielen. Ob dies eine ausreichende Kompensation darstellt, ist zweifelhaft, allerdings ist die weiße Initiative insbesondere in Blitzpartien nicht ungefährlich.
Das Gambit wurde bereits 1873 von Carl Göring gespielt. 1877 wurde es in der Deutschen Schachzeitung erwähnt, 1888 auch im Führer durch die Schachtheorie von Oskar Cordel. Zu dieser Zeit nannte man die Variante Gambit Müller und Schulze. Dieser Name bezog sich nicht auf bestimmte Schachspieler, sondern sollte zum Ausdruck bringen, dass die Eröffnung von Amateuren bevorzugt wurde. Spätere Autoren wie Paul Keres in der Encyclopedia of Chess Openings (1974) erwähnten sie nur in Fußnoten. Als Widerlegung galt die Zugfolge 5. … Se5–g6 6. e4–e5 Sf6–g8 7. Lf1–c4 d7–d5 8. Lc4xd5 c7–c6. Eine Analyse in der Schachzeitschrift Randspringer (1993) stellte diese Einschätzung in Frage. Der ehemalige Fernschachweltmeister Hans Berliner ist jedoch der Meinung, dass Schwarz nach den weiteren Zügen 9. Ld5–b3 Lc8–e6 10. 0–0 Le6xb3 11. a2xb3 Sg8–e7 12. Sc3–e4 Se7–f5 13. c2–c3 h7–h5 im Vorteil ist. GM Larry Kaufman behauptet in seinem im Jahr 2004 erschienenen Buch The Chess Advantage in Black and White (S. 328), dass das Halloween-Gambit mit Jan Pinskis Zugfolge 4. … Sxe5 5. d4 Sc6 6. d5 Lb4! 7. dxc6 Sxe4 8. Dd4 De7 widerlegt werden kann.
Der Name Halloween-Gambit stammt von dem deutschen Informatiker Steffen A. Jakob, der das Schachprogramm Crafty mehrere tausend Partien unter dem Nicknamen „Brause“ mit dieser Eröffnung im Internet Chess Club spielen ließ.